# Кру (народы)
Кру, (Kru, Krao, Kroo, Krou) — группа родственных народов, населяющих прибрежную часть Либерии и западные районы Кот-д’Ивуар. Объединяются в 3 подгруппы: бакве, гребо, кран; гере, басса, сикон; бете. Говорят на языках семьи кру нигеро-конголезской макросемьи. Большая часть кру сохраняет традиционные верования (культы духов природы, культ предков), есть христиане (протестанты), также широко распространены обряды инициации. Народы кру постепенно сливаются в одну народность. Основные традиционные занятия — ручное подсечно-огневое земледелие, на побережье — рыболовство. До начала гражданской войны в Либерии часть кру работала на плантациях, принадлежащих американским компаниям.
Айзи (Aïzi, Ahizi, Ezibo) — субгруппа народов кру. Айзи населяет лагуну Эбрье на Берегу Слоновой Кости в Кот Д'Ивуаре. Их основным языком является язык апро (языки апроуму-айзи, мобумрин-айзи, тиагбамрин-айзи). Численность: 6500 (айзи-апроуму), 2000 (айзи-мобумрин), 9000 (айзи-тиагбамрин).